# Phyllophaga antennalis
Phyllophaga antennalis är en skalbaggsart som beskrevs av Moser 1921. Phyllophaga antennalis ingår i släktet Phyllophaga och familjen Melolonthidae. Inga underarter finns listade i Catalogue of Life.